# Energeticon
Energeticon is een museum over energie en steenkoolmijnbouw in het Akens steenkoolbekken. Het ligt in de Duitse plaats Alsdorf, hemelsbreed zes kilometer ten oosten van Kerkrade. Het museum is gevestigd in drie gebouwen van de steenkolenmijn Grube Anna, die actief was tussen 1854 en 1978. Het museum gebruikt de voormalige smederij uit 1910, machinegebouw uit 1905 en douchegebouw uit 1905. De opschriften bij de voorwerpen in het museum zijn zowel in het Duits als in het Nederlands.
Voor de museumingang ligt een kapel uit 2014 ter ere van H. Barbara, beschermheilige van de mijnwerkers. Honderd meter zuidelijk van het museum staat de watertoren van de voormalige steenkolenmijn Grube Anna.

## Expositie voormalige smederij
Tegenover de receptie staat een smederij. Hier werden in de tijd van de kolenmijn onder andere afbouwhamers weer scherp gemaakt. De museumroute begint met de zon, want die is de bron van vrijwel alle energie op aarde. Er volgt vervolgens uitleg over de winning van steenkool middels gesloten mijnen. Vervolgens kan per lift afdalen in een nabebouwde mijngang op de begane grond en een nagebouwde pijler. Hier zijn diverse gereedschappen en machines van de mijnbouw tentoongesteld, zoals onder meer schoppen, mijntreintjes, wagons, monorail, transportbanden, ijzeren stijlen, mijnlampen, waterpompen en een afbouwhamer.

## Buitenmuseum
Op het museumterrein zijn er buiten diverse objecten tentoongesteld. Deze objecten zijn gerelateerd aan de steenkolenmijnbouw en aan energie. Er zijn kolenschaven, mijnwagentjes, boormachines, kolenwagons en een stoom- en diesellocomotief van het voormalige mijnbedrijf. De stoomlocomotief is de Anna N.8, die op de voormalige steenkolenmijn werd gebruikt. Ook een bankje met zonnepanelen, wieken van windturbines en een installatie voor thermische zonne-energie zijn te bewoneren.

## Expositie voormalige waslokaal en machinegebouw

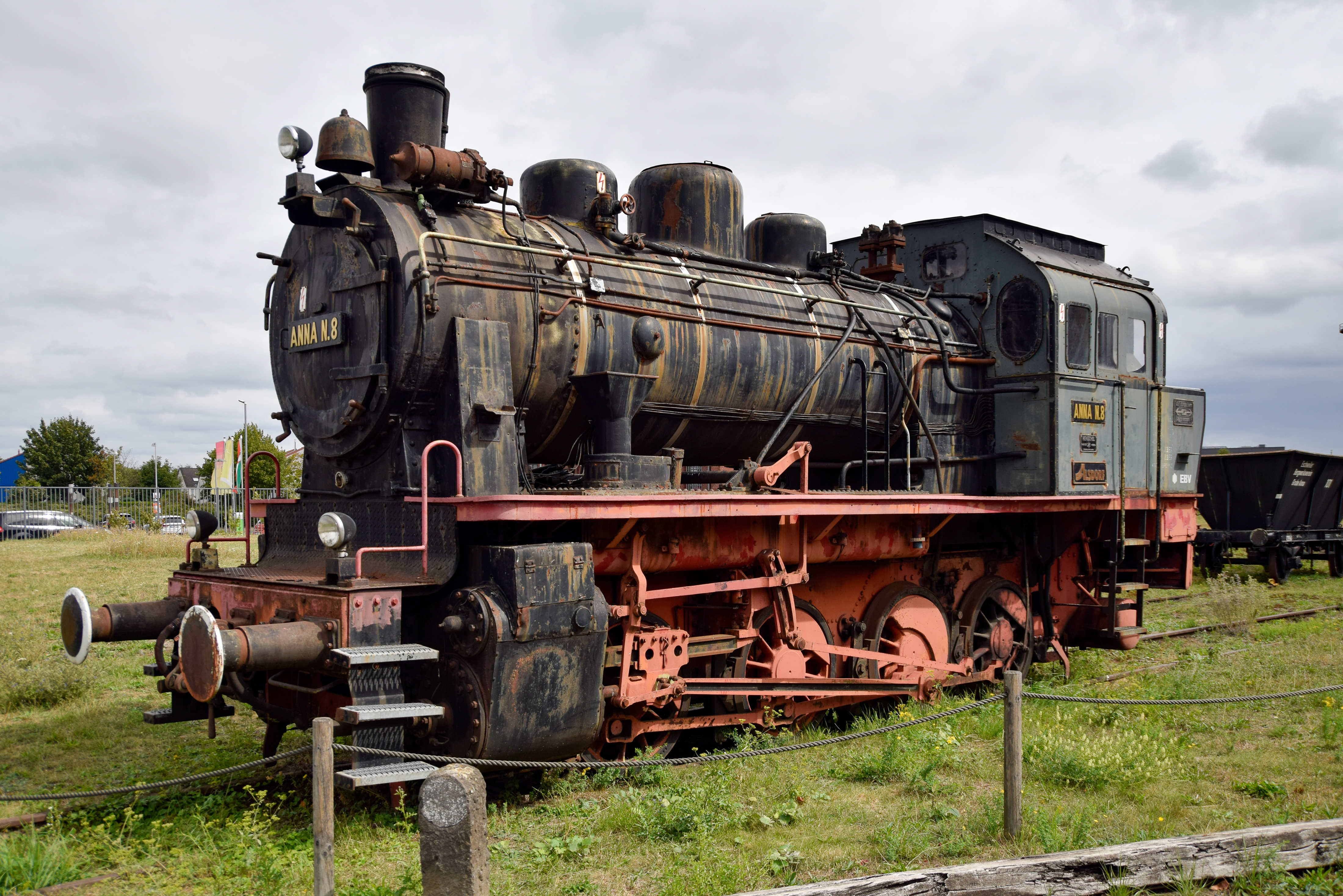
ELNA-6 stoomlocomotief, tentoongesteld in de buitenruimte van het Energeticon

Ook hier is een galerij nagebouwd. Aan het eind van deze mijngang is de geschiedenis van de mijnbouw in het Akens steenkolenbekken te bestuderen vanaf de Romeinen, via de Middeleeuwen, met de industrialisatie tot aan de mijnsluitingen eind twintigste eeuw. Er is vervolgens een ruimte over de mijnramp in van Grube Anna van 1930, waarbij honderden slachtoffers vielen. In een volgende ruimte kunnen verschillende soorten energiebronnen worden vergeleken met interactieve spellen: bruinkool, steenkool, aardolie, waterkracht, windkracht, zonnepanelen, thermocentrales en aardwarmte. In een ruimte kunnen bezoekers verschillende proeven doen met energie en energiebronnen. Verder zijn er nog voormalige waslokalen van de mijnwerkers te bezoeken. De takels om de kleding bij het plafond te hangen zijn nog intact. Ook zijn er objecten te zien van het huiselijk leven en verenigingsleven uit de hoogtijdagen van de mijnbouw, midden twintigste eeuw.